# 一平・直子のほっとスマイル!
『一平・直子のほっとスマイル!』（いっぺい・なおこのほっとスマイル）は、2004年3月29日から2009年10月2日までHBCラジオ（北海道放送）で放送されていたワイド番組である。放送時間は毎週月曜 - 金曜 9:00 - 11:00（日本標準時）。

## 概要
パーソナリティは、シンガーソングライターのすずき一平と前番組『山ちゃん直子のラジオマガジン』からの継続出演者である高橋直子が務めていた。
リスナーから募集するメッセージテーマは基本的に日替わりであったが、金曜放送分のみ「ありがとう（の感謝の気持ち）」で固定されていた。また、金曜放送分のみ野々村芳和が電話出演する「野々村芳和のコンサドーレ情報」と「なんでも相談室」のコーナーも設けていた。「ありがとう」のメッセージテーマは途中から曜日不定かつ月末週のみの実施企画になったが、野々村の担当コーナーは最終回まで金曜のレギュラーコーナーとして続けられた。
番組は5年半にわたって放送されたが、高橋が二胡の仕事に専念するのを受けて終了した。野々村の担当コーナーは、後番組『山ちゃん美香の朝ドキッ!』でも引き続き行われた。